# A38(M)
A38(M) (känd som Aston Expressway) är en motorväg i Storbritannien. Detta är en kortare motorväg som utgår från motorvägen M6 och går in mot centrala Birmingham. Detta är en viktig matning mellan det centrala Birmingham och den längre motorvägen M6. Motorvägen är av ett lite ovanligare slag. Den har tre filer i vardera riktningen kompletterat med en extra fil i mitten som kan byta riktning. Olika signaler upplyser trafikanterna om mittenfältet är avsett för sin egen riktning eller för de mötande. Av denna anledning saknar denna motorväg en mittbarriär. Trots detta är vägen ändå klassad som motorväg och skyltad som en sådan. Denna motorväg öppnades 24 maj 1972.